# Мартуні (річка)
Мартуні (вірм. Մարտունի) — річка, що протікає у Вірменії, у марзах Вайоц-Дзор та Ґегаркунік. Притока р. Ехегіс. Довжина — 42 км. Є рибні запаси. 